# 0-10,000 Pares Rápidos
Los 0-10,000 pares rápidos o 10K pares rápidos se llevan a cabo en el Campeonato Norteamericano de Bridge (NABC) de la Fall American Contract Bridge League (ACBL).
El 10K Fast Pairs es un evento por parejas de puntos de partido de cuatro sesiones con dos sesiones de clasificación y dos sesiones finales; a las mesas se les permiten 11 minutos para terminar sus rondas de dos tableros, en lugar de los 15 minutos estándar. El evento está restringido a jugadores con menos de 10.000 puntos maestros.

## Historia
Los 10K Fast Pairs inaugurales se llevaron a cabo en 2015 en la NABC de otoño en Denver, Colorado.

## Ganadores
| Año  | Ganadores                                | Subcampeones                        |
| ---- | ---------------------------------------- | ----------------------------------- |
| 2015 | Vladislav Isporski, James Melville       | David MacRae, Christina van Leeuwen |
| 2016 | Mary Jane Gladfelter, Michael Gladfelter | Rob Gordon, Dori Cohen              |
| 2017 | Daniel Miles, Justyna Zmuda              | Joan Brody, Radu Nistor             |
| 2018 | Hiroaki Miura, Keiko Miwa                | Joshua Donn, Peter Gelfand          |
| 2019 | David Rodney, Rusty Krauss               | Li Yiting, Laura Dekkers            |
| 2020 | Not held due to COVID-19                 | Not held due to COVID-19            |
| 2021 | Bryan Delfs, Marc Sylvester              | Greg Resz, Jeff McKee               |
| 2022 | Mike Develin, Eric Mayefsky              | Rick Clelland, Ying Zhang           |